# 秀美擬花鮨
秀美擬花鮨，又稱秀美擬花鱸，為輻鰭魚綱鱸形目鱸亞目鮨科的其中一種，分布於印度洋的印度海域，棲息深度約71公尺，體長可達11公分，為底棲性魚類，屬肉食性，生活習性不明。

## 擴展閱讀
維基物種上的相關：秀美擬花鮨